# Glenclova
Koordinaten: 19° 57′ S, 31° 26′ O
Glenclova ist ein Ort auf halbem Wege und an der Straße von Masvingo zur Birchenough Bridge in der Provinz Masvingo in Simbabwe.
Glenclova liegt in den Bergen in einem traditionellen Kleinbauerngebiet mit weniger fruchtbaren Böden und weniger Regen. Es ist kaum zu vergleichen mit den Bedingungen im Tal in der Nähe, das agrarisch intensiv genutzt wird. In einem Bergwerk wird Lithium abgebaut.